# Pooja Bhatt
Pooja Bhatt (hindi: पूजा भटur. 24 lutego 1972 w Mumbaju, Maharasztra, Indie) – bollywoodzka aktorka, producentka filmowa i reżyser.
Jest córką reżysera Mahesh Bhatta (który ma wśród przodków muzułmanów i braminów gudżarati) i Kiran Bhatt (Loraine Bright) pochodzenia armeńskiego i szkockiego, pasierbica aktorki Soni Razdan, spokrewniona ze sławną bollywoodzką rodziną, która posiada wytwórnię filmową "Vishesh Films". Jej kuzynami są Vikram Bhatt reżyser i scenarzysta i aktor Emraan Hashmi. Mukesh Bhatt – znany producent filmowy i sławny w Indiach scenarzysta Robin Bhatt to jej wujkowie.
Zadebiutowała jako 17-latka w TV filmie ojca Daddy (jej ojca – alkoholika zagrał Anupam Kher). Przełomową rolą stała się rola w parze z Aamir Khanem w Dil Hai Ki Manta Nahin (1991), za która została nagrodzona Nagrodą Filmfare za Najlepszy Debiut. Najbardziej znane role stworzyła w Sadak (1991), Junoon (1992), Chaahat (1996), Tamanna (1996) and Zakhm (1998). Od 2001 roku zajmuje się już tylko reżyserią i produkcją filmową. Jako reżyser zadebiutowała filmem Paap w 2004 roku (z John Abrahamem i Udita Goswami), potem nakręciła jeszcze Holiday (film) (2006) i Dhokha (2007).

## Filmografia

### Producent
- Tamanna (1997)
- Dushman (1998)
- Zakhm (1998)
- Sur: The Melody of Life (2002)
- Jism (2003)
- Paap (2003)
- Vaada (2005)
- Rog (2005)
- Holiday (film) (2006)

### Reżyser
- Paap (2003)
- Holiday (film) (2006)
- Dhokha (2007)

### Aktorka
| Rok  | Film                        | Rola                          |
| ---- | --------------------------- | ----------------------------- |
| 1989 | Daddy                       | Pooja                         |
| 1991 | Dil Hai Ki Manta Nahin      | Pooja Dharamchand             |
|      | Sadak                       | Pooja                         |
| 1992 | Prem Deewane                | Radha                         |
|      | Jaanam                      | Anjali                        |
|      | Saatwan Aasman              | Pooja Malhotra                |
|      | Junoon                      | Dr. Nita V. Chauhan           |
| 1993 | Phir Teri Kahani Yaad Aayee | Pooja                         |
|      | Sir                         | Pooja                         |
|      | Chor aur Chand              | Reema D. Seth                 |
|      | Pehla Nasha                 | Monica                        |
|      | Tadipaar                    | Mohinidevi/Namkeen            |
| 1994 | Kranti Kshetra              | Pooja                         |
|      | Naaraaz                     |                               |
| 1995 | Gunehgar                    | Pooja Thakur                  |
|      | Hum Dono                    | Priyanka Surendra Gupta/Priya |
|      | Angrakshak                  | Priyanka Choudhary/Priya      |
| 1996 | Chaahat                     | Pooja                         |
| 1997 | Tamanna                     | Tamanna Ali Sayed             |
|      | Border                      | Kanu                          |
| 1998 | Yeh Aashiqui Meri           | Anju                          |
|      | Kabhi Na Kabhi              | Tina                          |
|      | Angaaray                    | Pooja                         |
|      | Zakhm                       | Mrs. Desai                    |
| 2000 | Yeh Pyar Hi To Hai          |                               |
| 2001 | Everybody Says I'm Fine!    | Tanya                         |